# New Paltz
Nova Paltz é uma vila do Estado de Nova Iorque, nos Estados Unidos. Possui uma área de 4,5 km², uma população estimada em 2019 de 7 101 habitantes e uma densidade demográfica de 1 535 hab/km². Faz parte do Condado de Ulster e da Municipalidade de New Paltz.